# آتلانتیس دیزل انجینز
 آتلانتیس دیزل انجینز یک سازنده موتورهای دیزلی و قطعات در آفریقای جنوبی است، به ویژه برای معادن، کاربردهای جاده‌ای، غیرجاده‌ای و همچنین صنایع دفاعی. این شرکت در ژوهانسبورگ، آفریقای جنوبی فعالیت می‌کند. 
این شرکت با مرسدس-بنز، کامینز، پرکینز، دیترویت دیزل، کوماتسو، دویتس، جان دیر و ام‌آان همکاری داشته است.